# Yoshikawa Akimasa
Yoshikawa Akimasa est un nom japonais traditionnel ; le nom de famille (ou le nom d'école), Yoshikawa, précède donc le prénom (ou le nom d'artiste).
Le comte Yoshikawa Akimasa (芳川顕正) (21 janvier 1842 - 10 janvier 1920) est un homme politique japonais des ères Meiji et Taishō qui fut forcé de se retirer de la vie publique à la suite d'un scandale impliquant l'une de ses filles.

## Biographie
Fils de samouraï, Yoshikawa est né à Yamakawa dans la province d'Awa (actuelle ville de Yoshinogawa). Après la restauration de Meiji de 1868, il se rend à Tokyo pour entrer au serice du nouveau gouvernement de Meiji, et monte les échelons jusqu'à devenir directeur du bureau national des impressions (en) sous l'égide du ministère des Finances en 1872.
Protégé de Yamagata Aritomo et à sa demande, il est gouverneur de Tokyo de juillet 1882 à juillet 1885. À ce poste, il soumet un plan pour un complet redéveloppement de la ville basé sur celui de Paris durant le règne de Napoléon III. Le plan de Yoshikawa prévoit de grands boulevards et canaux avec pour centre le palais impérial de Tokyo. Il travaille également à une expansion du système ferroviaire en agrandissant la gare de Tokyo. Bien que plusieurs éléments du « plan Yoshikawa » sont mis en place, la plupart restent à l'état de projet en raison de la concurrence des plans d'autres politiciens, en particulier Inoue Kaoru.
Yoshikawa devient ensuite vice-directeur du ministère de l'Intérieur de mars 1886 à mai 1890. Lorsque Yamagata devient Premier ministre, Yoshikawa est nommé ministre de l'Éducation, un poste qu'il occupe de mai 1890 à juin 1891. L'empereur Meiji exprime des réserves sur sa nomination, mais est convaincu par Yamagata que le choix d'un conservateur est approprié. Durant cette période, il joue un rôle important dans l'écriture du rescrit impérial sur l'éducation qui articule la politique du gouvernement en matière d'éducation et doit être appris par cœur par tous les écoliers.
En 1893, dans le 2e gouvernement d'Itō Hirobumi, Yoshikawa est nommé ministre de la Justice. Il continue à ce poste dans le 2e gouvernement de Matsukata Masayoshi. En février 1896, il est en plus nommé ministre de l'Intérieur. Il sert également comme chambellan du Japon dans l'agence impériale.
En 1898, dans le 1er gouvernement d'Ōkuma Shigenobu, il redevient ministre de l'Intérieur, et dans le 2e gouvernement de Yamagata, en novembre 1898, il est nommé ministre des Communications. La même année, il est élevé au titre de shishaku (vicomte) selon le système kazoku.
En 1901, dans le 1er gouvernement de Katsura Tarō, il redevient ministre des Communications. En quittant ce poste en juillet 1903, il annonce qu'il part du service public mais accepte finalement la nomination de ministre de l'Intérieur en février 1904, servant jusqu'en septembre 1905. En 1907, il devient le 1er président de la société japonaise pour la prévention des maladies sexuellement transmissibles. Il est plus tard élevé au titre de hakushaku (comte).
En 1912, Yoshikawa devient vice-secrétaire du Conseil privé. Cependant, en 1917, il est forcé de se retirer de ses fonctions et quitte la vie publique à cause d'un grand scandale causée par sa 4e fille Kamako.
Yoshikawa a quatre filles mais aucun fils. Il adopte le jeune Sone Arasuke qui épouse sa 4e fille Kamako. Leur fils, Hiroharu, deviendra un important homme d'affaires. Cependant, Kamako a une relation avec son chauffeur avec qui elle tente un double suicide en jetant sous un train. Le chauffeur meurt sur le coup mais Kamako survit avec de graves blessures. La révélation de l'adultère avec une personne de rang inférieur est vertement condamnée par la presse et les pairs de Yoshikawa, et Yoshikawa Akimasa est forcé de se retirer de la vie publique.
Sa maison natale est aujourd'hui devenue un musée. Sa tombe se trouve au cimetière d'Aoyama à Tokyo.